# جورج هنري سمايلي
جورج هنري سمايلي (بالإنجليزية: George Henry Smillie)‏ هو رسام أمريكي، ولد في 1840 في نيويورك في الولايات المتحدة، وتوفي بنفس المكان في 10 نوفمبر 1921.

## معرض صور

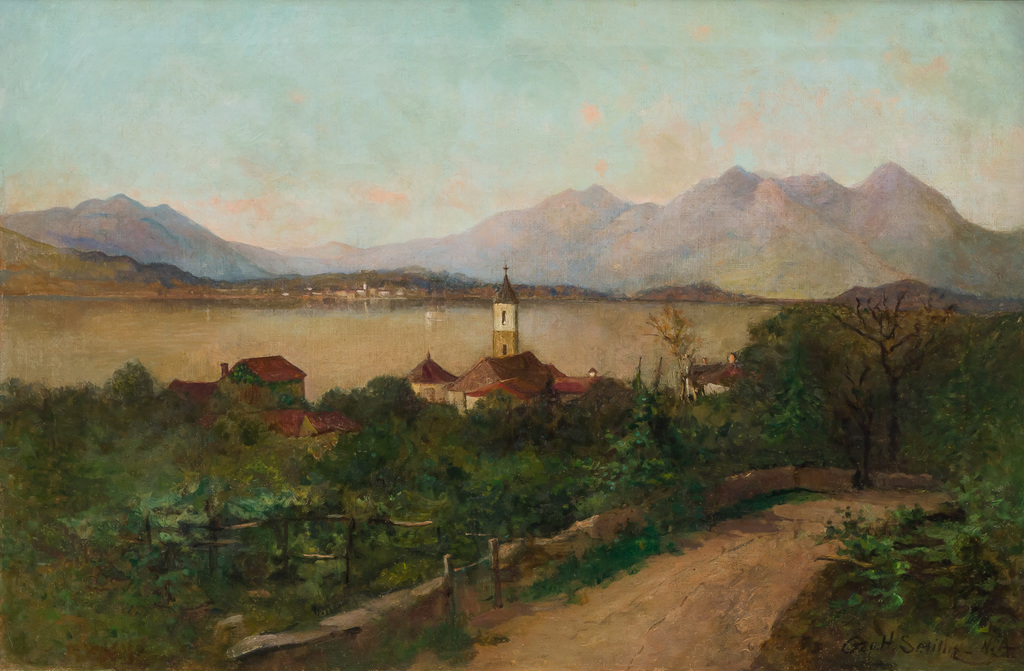
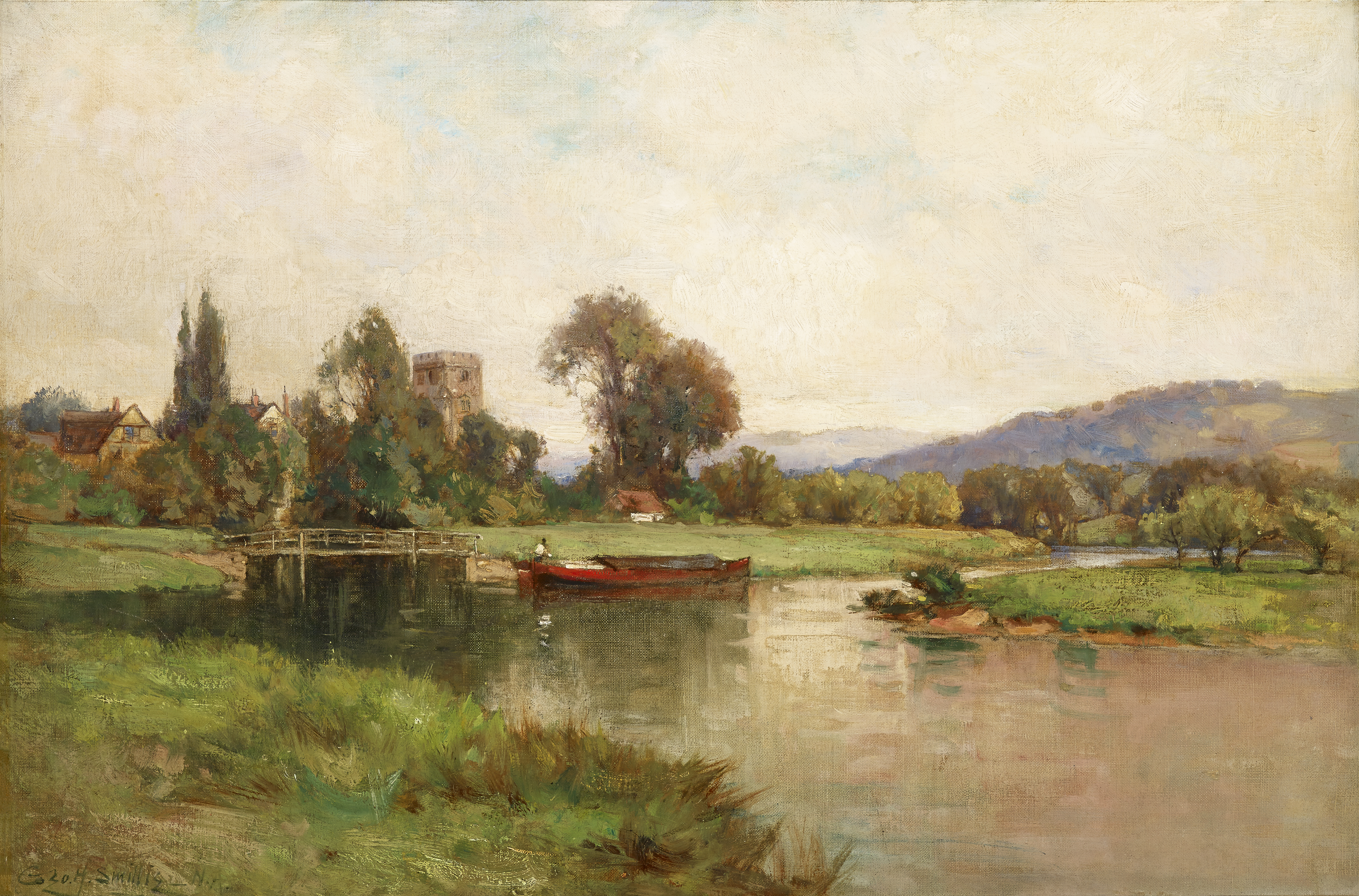
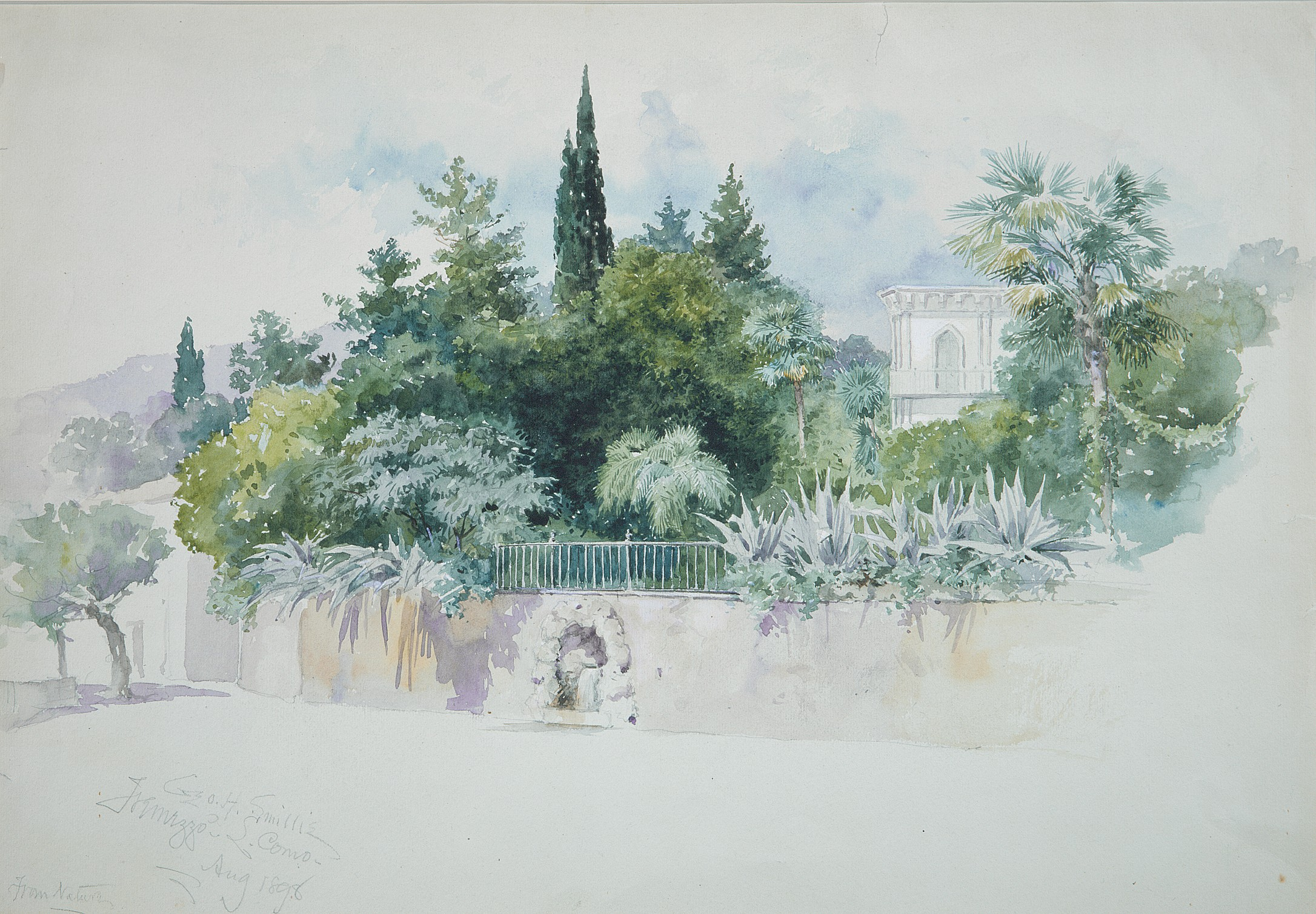